# Martin Holt
Martin Drummond Vesey Holt (London, 1881. január 13. – Bognor Regis, 1956. november 2.) olimpiai ezüstérmes angol párbajtőrvívó.